# British Pacific Fleet
De British Pacific Fleet (BPF), of Britse Pacifische Vloot, was een multinationale Geallieerde marinestrijdmacht die in actie kwam tegen Japan in de Tweede Wereldoorlog. De vloot bestond uit schepen van het Britse Gemenebest. Het BPF bestond officieel vanaf 22 november 1944. De hoofdbasis was in Sydney, Australië, met een voorwaartse basis op Manus.

## Achtergrond
De British Pacific Fleet was en is de krachtigste conventionele oorlogsvloot ooit opgebouwd door de Royal Navy. Ten tijde van VJ-Day bestond het onder meer uit vier slagschepen, achttien vliegdekschepen, elf kruisers en vele kleinere oorlogsschepen en ondersteuningsschepen. Ondanks dit stond het in de schaduw van de strijdmacht die de Verenigde Staten hadden tegen Japan. Hoewel het moeilijk te zeggen valt hoe groot de bijdrage van de Britse vloot was, deed het wel degelijk mee en beschermde het de flank van de geallieerde opmars naar Japan.
Na de terugtrekking naar de Westelijke Indische Oceaan in 1942, keerden de Britse zeetroepen niet terug naar de Stille Oceaan tot 17 mei 1944, toen een Anglo-Amerikaanse carrier task force Operation Transform uitvoerde, een gecombineerde aanval op Soerabaja, Java.
De VS bevrijdde Britse territoria in de Stille Oceaan en breidde haar invloed uit. Daardoor werd het als belangrijke taak gezien om de Britse aanwezigheid in de Stille Oceaan terug te brengen en Britse troepen direct tegen Japan in te zetten. De Britse regering was vastberaden om Britse territoria, zoals Hongkong, te laten veroveren door Britse troepen.
De Britse leidinggevenden waren echter nogal verdeeld over de taken van de BPF. Met name Churchill stemde tegen, omdat hij geen mindere partner van Amerika wilde zijn in een strijd die vooral door Amerika gevoerd werd. De Australische en Nieuw-Zeelandse troepen waren ook al opgenomen in de Amerikaanse commandostructuur. Hij vond ook dat Britse aanwezigheid onwelkom zou zijn, en geconcentreerd zou moeten worden op Birma en Maleisië. Marineplanners, ondersteund door de stafchefs, geloofden er dusdanig sterk in dat zo'n onderneming de Britse invloed zou vergroten, dat ze ontslag overwogen. Sommige planners in de VS hadden in 1944 ook al bedacht dat een sterke Britse aanwezigheid tegen Japan essentieel was in het spoedig beëindigen van de oorlog, en de Amerikaanse volksopinie zou ook slechter worden als de Britten zich niet ook in de strijd wierpen.
De Australische regering zocht Amerikaanse militaire steun in 1942 toen het te kampen kreeg met een mogelijke Japanse invasie. Hoewel Australië een grote bijdrage had geleverd aan de strijd in de Stille Oceaan, was het nooit een gelijkwaardige partner geworden van de Amerikanen als het aankwam op strategische beslissingen. Er werd gezegd dat Britse aanwezigheid in het gebied van de Grote Oceaan zou zorgen voor een tegenwicht tegen de sterke en groeiende aanwezigheid van de Amerikanen. Toen de BPF in februari 1945 in Sydney arriveerde, haar nieuwe thuishaven, werd het hartelijk ontvangen. De Australische overheid had de nodige faciliteiten en voorraden geregeld en burgerhuizen waren beschikbaar voor de bemanning om te rusten.
De uitzending van de BPF was niet rechtlijnig. De oorlog in het gebied van de Grote Oceaan was een radicaal andere omgeving, wat betekende dat schepen langere tijd op zee moesten blijven, zonder een makkelijke plek om aan land te gaan. De Britten waren tot dan afhankelijk geweest van landbases om de schepen te bevoorraden. Nu moest het een zeeketting van voorraden aanleggen, ver van de Britse bases af.

## Deelnemende strijdkrachten
De Vloot werd opgericht toen Admiraal Sir Bruce Fraser zijn commandovlag neerhaalde in Trincomalee als opperbevelhebber van de Britse Oostelijke Vloot, en die weer hees in de gunboat HMS Tarantula als opperbevelhebber van de British Fleet. Later zette hij zijn vlag over naar het meer geschikte slagschip HMS Howe.
De Oostelijke Vloot werd gereorganiseerd in de British East Indies Fleet, thuisbasis Ceylon (nu Sri Lanka), en zou de British Pacific Fleet worden. De BPF opereerde tegen doelen in Sumatra, en kreeg steeds meer ervaring tot begin 1945, toen het Trincomalee verliet voor Sydney.
De naam "British Pacific Fleet" is misleidend. Zoals vele andere "Britse" formaties, was de BPF multinationaal. Uiteindelijk bestond het uit schepen en personeel van de Britse Royal Navy (RN), Britse Royal Fleet Auxiliary (RFA), Royal Australian Navy (RAN), Royal Canadian Navy (RCN) en Royal New Zealand Navy (RNZN). De bijdrage van de RAN was niet heel groot omdat haar grotere schepen allemaal waren opgenomen binnen de Amerikaanse vloot sinds 1942. Het grootste deel van de maritieme vliegers kwam uit Nieuw-Zeeland. De US Navy deed ook mee aan de BPF, evenals personeel van de South African Navy (SAN). Australische en Nieuw-Zeelandse havens en infrastructuur werden klaargemaakt om de BPF te ondersteunen.
Tijdens de Tweede Wereldoorlog werd de vloot gecommandeerd door admiraal Sir Bruce Fraser. In de praktijk lag het commando voor de vloot in actie bij viceadmiraal Sir Bernard Rawlings, met viceadmiraal Sir Philip Vian als leider van de luchtoperaties door de Royal Navy's Fleet Air Arm (FAA).
Naast de basis in Sydney had de Fleet Air Arm nog Mobile Naval Air Bases (MONAB's) in Australië voor technische en logistieke ondersteuning voor de vliegtuigen.

## Relatie met de United States Navy
De US Navy (USN), die de leiding had over de Geallieerde operaties in het Grote Oceaangebied, gaf de BPF strijdmacht de aanduiding Task Force 57 (TF-57), en maakte het later onderdeel van Task Force 37 (TF-37).
De Admiraliteit had een actievere Britse inmenging voorgesteld in 1944, maar de eerste Amerikaanse reacties waren niet erg positief. Admiraal Ernest King, opperbevelhebber van de United States Fleet en Chief of Naval Operations, en vermeend anglofoob, was terughoudend om zo'n operatie te starten, en haalde een aantal punten aan, waaronder de zelfstandigheid van van de BPF. Deze werden uiteindelijk overkomen of genegeerd, en op een bijeenkomst zei de Amerikaanse President Franklin D. Roosevelt dat de Britse Vloot eerder werd ontvangen dan aangeboden, en maakte daarmee admiraal Kings beslissing ongedaan.
De oorlog in het gebied van de Grote Oceaan was nieuw voor de Royal Navy, die een RFA-vloot moest oprichten die adequaat de marine kon bevoorraden voor weken of zelfs maanden. Dit was echter onbekend terrein voor de Royal Navy, die gewend was om dicht bij huis te opereren, vlak bij haar havens. De afstand vanaf Sydney was te groot, dus met uitgebreide Amerikaanse steun werd er een voorwaartse basis aangelegd op het atol Manus, in de Admiraalseilanden, die werd beschreven als "Scapa Flow with bloody palm trees".

## Actieve dienst
Belangrijke acties waar de vloot bij betrokken was, waren onder meer operation Meridian, luchtaanvallen in januari 1945 tegen de olieproductie in Palembang, Sumatra. Deze aanvallen, uitgevoerd in slecht weer, slaagden in het afknijpen van de olietoevoer aan de Japanse Keizerlijke Marine. In totaal gingen er 48 FAA-vliegtuigen verloren door vijandelijke acties en ongelukken. Ze beweerden 30 Japanse vliegtuigen uit de lucht te hebben geschoten en 38 vernietigd op de grond.
In maart 1945, tijdens de ondersteuning van de slag om Okinawa, had de BPF de verantwoordelijkheid voor de operaties in de Sakishima-eilanden. Haar rol was om de Japanse luchtactiviteiten tegen te houden, met geweervuur en luchtaanvallen, op potentiële kamikazevliegvelden die anders een dreiging voor de US Navy zouden zijn. De vliegdekschepen waren het doel van vele en zware kamikazeaanvallen, maar door hun gepantserde vliegdek waren ze daar redelijk goed tegen bestand, in tegenstelling tot de Amerikanen. Ze keerden dan ook snel weer terug tot actie.
In april 1945 werd het Britse 4th Submarine Flotilla overgeplaatst naar de grote Geallieerde onderzeebootbasis in Fremantle, West-Australië, als onderdeel van de BPF. Haar meest memorabele succes in deze periode was het laten zinken van de zware kruiser Ashigara, op 8 juni 1945 in de Banka Strait, bij Sumatra, door HMS Trenchant en HMS Stygian. Op 31 juli 1945, bij operation Struggle, viel de Britse mini-onderzeeboot XE-3 Japanse schepen aan bij Singapore. Ze zonken daarbij de zware kruiser Takao. De bemanning kreeg daarvoor het Victoria Cross.
Slagschepen en vliegtuigen van de vloot vielen ook de Japanse thuiseilanden aan. Het slagschip HMS King George V bombardeerde maritieme installaties in Hamamatsu, bij Tokio, de laatste keer dat een Brits slagschip vuurde in oorlog. Ondertussen werden er missies gevlogen vanaf de vliegdekschepen op de havens. De BPF zou ook een belangrijke rol hebben gespeeld in de invasie van de Japanse thuiseilanden, bekend als operatie Downfall, maar deze werd afgeblazen na de overgave van Japan. De laatste maritieme luchtacties vonden plaats toen een Brits vliegdekschip Japanse Zero's neerschoot op VJ-Day.
Lt. Robert Hampton Gray, een Canadese marinepiloot die een Vought Corsair vloog kreeg het Victoria Cross na zijn dood bij de aanval op een Japanse torpedobootjager in Onagawa Wan, Japan, op 9 augustus 1945.
Jachteskaders van de vloot schoten in totaal 112,5 Japanse vliegtuigen uit de lucht. No. 1844 Squadron FAA, met Hellcats, was het topscorende eskader met 28.

## Na de oorlog
Na de vijandelijkheden vormde de vloot de marinetak van de British Commonwealth Occupation Force in Japan.

## Slagkracht
De vloot bestond uit 17 vliegdekschepen (met 300 vliegtuigen, ongeveer 25% van de totale geallieerde sterkte), vier slagschepen, 10 kruisers, 40 torpedobootjagers, 18 korvetten, 13 fregatten, 35 mijnenvegers, andere soorten schepen en vele ondersteunende schepen.

### Vliegdekschepen
- HMS Colossus: Corsairs, Barracudas
- HMS Formidable: luchtgroep ongeveer 36 Corsairs, 15 Avengers
- HMS Glory: Corsairs, Barracudas
- HMS Illustrious: luchtgroep ongeveer 36 Corsairs, 15 Avengers
- HMS Implacable: 48 Seafire, 21 Avenger, 12 Firefly
- HMS Indefatigable: 40 Seafire, 18 Avenger, 12 Firefly
- HMS Indomitable: 39 Hellcats, 21 Avengers
- HMS Venerable: Corsairs, Barracudas
- HMS Vengeance: Corsairs, Barracudas
- HMS Victorious: 36 Corsairs, 15 Avengers, plus Walrus amfibische vliegtuigen
- HMS Unicorn: vliegdekschip voor vliegtuigreparaties
- HMS Ruler: escortevliegdekschip

### Slagschip
- HMS Howe
- HMS King George V
- HMS Duke of York arriveerde in juli 1945
- HMS Anson arriveerde in juli 1945

### Kruisers
- HMS Swiftsure
- HMS Newfoundland
- HMS Euryalus
- HMS Black Prince
- HMCS Uganda
- HMNZS Achilles
- HMNZS Gambia

### Onderzeeboten
- 18-22 totaal, van "T" & "S" klasse, plus mijnenleggende onderzeeërs HMS Rorqual and HMS Porpoise.